# Przyzwoity przestępca
Przyzwoity przestępca (ang. Ordinary Decent Criminal) – irlandzko--niemiecko-brytyjsko-amerykańska komedia kryminalna z 2000 roku w reżyserii Thaddeusa O'Sullivana.
Zdjęcia kręcono w Dublinie i hrabstwie Wicklow. Światowa premiera filmu miała miejsce 7 stycznia 2000 roku, natomiast w Polsce premiera odbyła się 14 września 2001 roku.

## Opis fabuły
Dla złodzieja Michaela Lyncha (Kevin Spacey) ważniejszy jest styl, w jakim została dokonana kradzież, niż sam łup. Przestępca ma poczucie humoru i za to kochają go media, a koledzy po fachu uważają za niedościgły wzór. Przekonany o swojej bezkarności Lynch postanawia ukraść obraz Caravaggia.

## Obsada
- Kevin Spacey jako  Michael Lynch
- Linda Fiorentino jako Christine Lynch
- Peter Mullan jako Stevie
- Stephen Dillane jako Noel Quigley
- Helen Baxendale jako Lisa
- David Hayman jako Tony Brady
- Gerard McSorley jako Harrison
- David Kelly jako ojciec Grogan
- Gary Lydon jako Tom Rooney
- Paul Ronan jako Billy Lynch
- Colin Farrell jako Alec
- Vincent Regan jako Shay Kirby

i inni.